# Classic Car Week

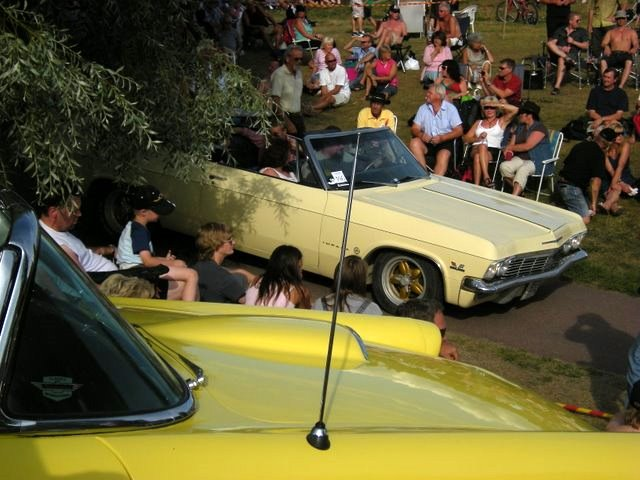
Classic Car Week

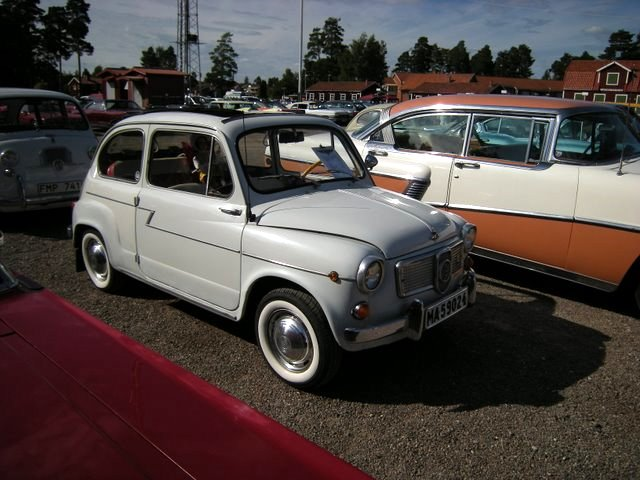
Bilar i alla storlekar

Classic Car Week är ett av Sveriges största motorevenemang som årligen hålls i Rättvik. Evenemanget hålls sedan det startade 1992 alltid vecka 31 (juli/augusti), men har även utökat sitt program med Classic Winter Day som rymmer vinteranpassade aktiviteter på sjön Siljans is intill Långbryggan. 
Classic Car Week inriktar sig främst på veteranbilar och entusiastbilar, men rymmer även plats för mycket annat inom motorsport och fordon. Exempelvis mopedrally, cykelrally, traktorpulling, flyguppvisningar, båtar och vintertid veteransnöskotrar och isracing.
Ett av veckans huvudpunkter på programmet är cruisingen, som alltid hålls på torsdagskvällen (tidigare tisdag). Tusentals bilar åker då i kortege längs en förutbestämd slinga och delar av Rättvik spärras av för allmän fordonstrafik. Veckan inleds sedan ett antal år tillbaka med en stor veteranmarknad på Rättviks travbana, kombinerad med finbilsutställning och prisutdelning.
Classic Car Week drivs av den ideella föreningen med samma namn.